# 李毅 (1913年)
李毅（1913年11月—2008年3月5日），原名李国耀，男，直隶枣强人，中国核科学研究的副省部级干部。

## 生平
李毅是河北枣强县庙前李家庄人。未出生时丧父。1928年以第二名考入河北省立第六师范学校。早在1926年秋，中共北方区委在冀县六师组建了党支部，先后组织了五次反帝反封建的学潮。李国耀深感学校昏庸黑暗、误人子弟，作为“学生自治会”骨干积极参加了反对学校黑暗、拒绝才识浅薄庸俗无能的范金兰出任校长的学潮，1930年12月与王国廼、邓凤河、张永在、王慕恒、刘孟明、贝仲选、焦仲祐、徐峻岭、闫文轩等10名同学一道被开除学籍。1931年考入北平师范大学地理系，入学后就发生九一八事变，积极参加宣传抵制日货、募捐援助东北抗日义军等活动。1932年冬，身为北师大学生自治会委员的李国耀被开除并通缉。躲到同学家中避难。1934年重回北师大继续学业。1935年底积极参加一二九运动，任中华民族解放先锋队北师大副队长、队长。1936年入党。
抗战爆发后，响应“脱下长衫，到农村去，到敌后去”的号召从天津卫来到鲁西南，改名李毅，发动群众，组织农民武装。1937年10月，山东省委派白子明、江明、孙衷文成立鲁西南工委。1937年12月鲁西南工委派李毅到张寨与张子敬等接上组织关系，以当地和一部分京津流亡学生中的党员为基础，在张寨村成立单县县委，李毅任县委书记，张子敬任组织委员，发动群众，组建抗日自卫团，开展抗日游击战争，辖张寨支部、琴山区支部、单县特支等，共有党员100余人。1937年底鲁西南工委从金乡县耿楼村移驻单县张寨。1938年5月初改为鲁西南特委。1938年7月与徐州西北工委合并为苏鲁豫边区特委。1938年10月李毅调任中共苏鲁豫皖特委青年部长兼金单曹中心县委书记，单县县委书记由张子敬接任。1939年1月7日苏鲁豫边区青年抗敌救亡协会成立，李毅任主任。中共湖边地委书记，辖鱼台、邹西、滕西三县。1939年8月至11月的“湖西肃托事件”首先从湖边地委开始，1939年8月当时地委书记李毅患恶性疟疾，肺病正在发作，不能主持地委的日常工作，地委组织部长王须仁负责调查处理湖边地委干部学校(青年干训班)毕业学员不服从分配事件。肃托发展到区委只剩下书记白子明，湖边地委只剩下王须仁，苏鲁豫支队四大队只剩下政委王凤鸣3个领导没问题。1939年12月初，115师政委罗荣桓、山东分局书记郭洪涛、山东纵队指挥长张经武一起赶到湖西处理此事。罗荣桓找在押的李毅谈话了解此事经过。李毅等区委、地委干部跟罗荣桓去了鲁南的115师师部接收审查，李毅被永远开除党籍处分，分到师部《战士报》社工作，在宣传部长赖可可领导之下。一九四一年二月中共中央作出《关于湖西边区锄奸错误的决定》，指出湖西肃托因严刑拷打而自首者，不能当成党内叛徒看待，不能一律开除党籍，应按情节轻重给予适当处分。后任八路军一一五师政治部秘书、八路军山东军区政治部秘书主任。
解放战争时，任东北民主联军辽东军区司令部秘书长、第四十一军第一二二师政治部主任。
中华人民共和国成立后，1950年任中共广西省委秘书长，广西军区党委委员，广西军区干部管理部副部长、中南军区政治部干部部部长。1955年转业任中国科学院近代物理研究所副所长兼党总支书记。1958年任原子能研究所党委副书记、常务副所长。1964年兼任第二机械工业部科技局局长。1980年至1982年任原子能研究所代理党委书记。1983年副部级离休、部长级医疗待遇。主持原子能所的史料征集整理工作，积极参加了《当代中国的核工业》及《中国核军事工业历史资料丛书》的编纂。参加纪念“一二·九”学生运动五十周年、六十周年的活动。